# Jezuïetencollege (Brugge)

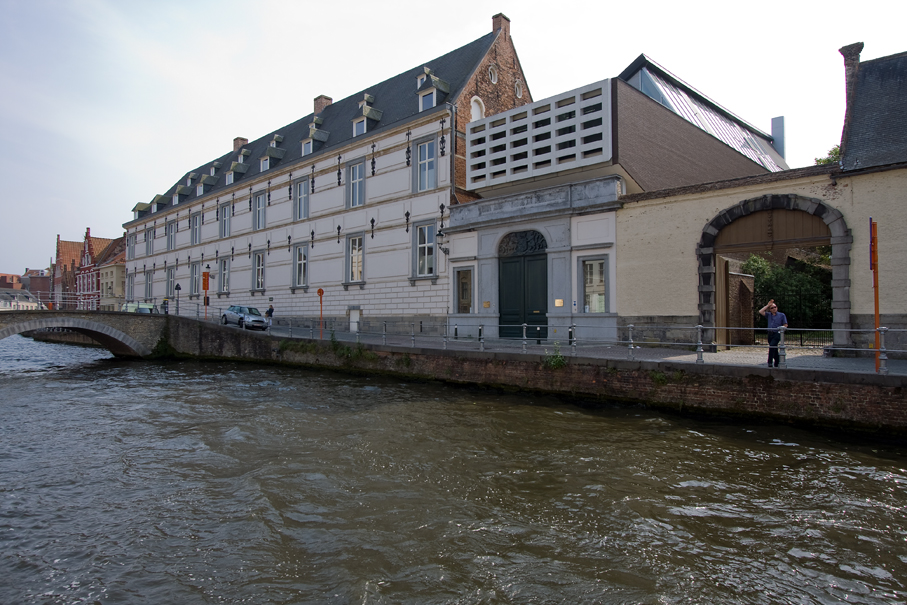
De vleugel aan de Verversdijk, nu campus van het Europacollege

Het Jezuïetencollege is een voormalig instituut en klooster van de jezuïeten, gelegen aan de Boomgaardstraat 1, Kandelaarstraat 1, en Verversdijk 16 in de West-Vlaamse stad Brugge.

## Geschiedenis
De jezuïeten kwamen in 1575 naar Brugge. Ze vestigden zich in het huis De Lecke aan Wapenmakersstraat 17 om in 1595 naar een drietal huizen aan het Sint-Maartensplein te verhuizen. Deze werden ingericht als woongedeelte, school en kapel.
Van 1607-1610 werd een nieuwe vleugel aangebouwd en van 1619-1642 werd de Jezuïetenkerk aan het Sint-Maartensplein gebouwd, dit is de tegenwoordige Sint-Walburgakerk. Van 1699-1701 werd een nieuwe kloostervleugel aan de Verversdijk gebouwd.
In 1773 werd de jezuïetenorde opgeheven door paus Clemens XIV. De gebouwen kregen een profane functie, zoals een cavaleriekazerne aan de Verversdijk (1775), en het Theresiaans College aan de Boomgaardstraat (1780). In 1792 werd de aula van het complex een vergaderzaal voor de Brugse jakobijnen.
In 1832 werd de vleugel aan de Boomgaardstraat geschikt gemaakt voor gebruik als atheneum, deze instelling verhuisde in 1851 naar de Verversdijk. Tot 1900 was er ook een pensionaat aan de school verbonden. In de Boomgaardstraat werd in 1852 de Rijksmiddenschool gevestigd en in 1960 kwam deze ook in de Verversdijk, nadat het atheneum er was vertrokken.
In 1990 verliet ook de Rijksmiddenschool het complex, maar in 2007 vestigde zich er het Europacollege.

## Gebouwen
De vleugel aan de Verversdijk is van ongeveer 1700, en deze werd gewijzigd in 1851 toen er een atheneum in werd gevestigd. Ook werd toen een poortgebouw toegevoegd.
Aan de Bogaardstraat zijn de oudste delen van de vleugel van 1607-1610. In deze vleugel bevindt zich ook de aula.
Aan Bogaardstraat 3 bevindt zich eveneens een poortgebouw, waarvan delen afkomstig zijn van het huis Onze-Lieve-Vrouw van Monserrat en stammen uit het begin van de 17e eeuw. Deze zijn in renaissancestijl, met toevoegingen in 1876, welke onder meer het Belgische wapen en allegorische figuren (putti, Minerva) omvatten.